# Ivana Brkljačić
Ivana Brkljačić (Villingen-Schwenningen, 25 gennaio 1983) è un'ex martellista croata.

## Palmarès
| Anno | Manifestazione          | Sede      | Evento              | Risultato      | Misura  | Note |
| ---- | ----------------------- | --------- | ------------------- | -------------- | ------- | ---- |
| 1998 | Mondiali juniores       | Annecy    | Lancio del martello | 15ª (q)        | 53,81 m |      |
| 1998 | Europei                 | Budapest  | Lancio del martello | Qualificazione | nm      |      |
| 1999 | Mondiali allievi        | Bydgoszcz | Lancio del martello | Bronzo         | 55,69 m |      |
| 1999 | Europei juniores        | Riga      | Lancio del martello | 5ª             | 58,08 m |      |
| 2000 | Giochi olimpici         | Sydney    | Lancio del martello | 11ª            | 63,20 m |      |
| 2000 | Mondiali juniores       | Santiago  | Lancio del martello | Oro            | 62,22 m |      |
| 2001 | Europei juniores        | Grosseto  | Lancio del martello | Oro            | 64,18 m |      |
| 2001 | Mondiali                | Edmonton  | Lancio del martello | 8ª             | 65,43 m |      |
| 2001 | Giochi del Mediterraneo | Radès     | Lancio del martello | 4ª             | 61,44 m |      |
| 2002 | Mondiali juniores       | Kingston  | Lancio del martello | Oro            | 65,39 m |      |
| 2002 | Europei                 | Monaco    | Lancio del martello | 17ª (q)        | 62,46 m |      |
| 2003 | Europei under 23        | Bydgoszcz | Lancio del martello | 8ª             | 63,04 m |      |
| 2003 | Mondiali                | Parigi    | Lancio del martello | 35ª (q)        | 60,06 m |      |
| 2004 | Giochi olimpici         | Atene     | Lancio del martello | 13ª (q)        | 68,21 m |      |
| 2005 | Giochi del Mediterraneo | Almería   | Lancio del martello | 7ª             | 64,88 m |      |
| 2005 | Mondiali                | Helsinki  | Lancio del martello | 15ª (q)        | 65,63 m |      |
| 2006 | Europei                 | Göteborg  | Lancio del martello | 21ª (q)        | 63,31 m |      |
| 2007 | Mondiali                | Osaka     | Lancio del martello | 11ª            | 68,16 m |      |
| 2008 | Giochi olimpici         | Pechino   | Lancio del martello | 16ª (q)        | 68,38 m |      |

### World Athletics Final
- 1 medaglia:
  - 1 argento (Stoccarda 2007)